# Jan I (papież)
Jan I (ur. w V wieku w Toskanii, zm. 18 maja 526 w Rawennie) – męczennik i święty Kościoła katolickiego, 53. papież w okresie od 13 sierpnia 523 do 18 maja 526.

## Życiorys
Jan urodził się w Toskanii, żył na przełomie V i VI wieku. Stolicę Piotrową objął 13 sierpnia 523 r. po swoim poprzedniku, Hormizdasie. W chwili wyboru był człowiekiem schorowanym i w podeszłym wieku.
Wprowadził do kalendarza aleksandryjskiego system obliczania daty Wielkanocy, według obliczeń Dionizego Małego, mnicha pochodzącego ze Scytii Mniejszej.
W związku z dekretem cesarza Justyna I, nakazującym arianom zwrot wszystkich kościołów katolikom, król Ostrogotów Teodoryk Wielki, przymusił papieża, aby udał się do Konstantynopola w celu uzyskania złagodzenia zarządzenia oraz zgody na powrót do arianizmu przechrzczonych na katolicyzm arian. Była to pierwsza w historii podróż papieża do Konstantynopola. Jan został przyjęty na dworze cesarskim z honorami. Mieszkańcy miasta wyszli przed mury miasta z płonącymi pochodniami z cesarzem na czele, który złożył pokłon. 19 kwietnia 526 odprawił mszę po łacinie, podczas której włożył na głowę cesarza koronę – fakt ten nie miał jednak znaczenia powtórnej koronacji, a był raczej powtórzeniem gestu patriarchów praktykowanego podczas różnych uroczystości. Jan uzyskał zgodę na zaprzestanie prześladowań arian, lecz nie wspomniał o drugim żądaniu Teodoryka dotyczącego rekonwersji arian. Po powrocie do stolicy Ostrogotów, Rawenny, Jan I przedłożył utrzymanie edyktu cesarskiego. Ze względu na brak zgody na rekonwersję arian został przez króla uwięziony. 18 maja 526 r. zmarł w więzieniu z powodu złego traktowania. Dla zatuszowania zbrodni Teodoryk zezwolił na uroczysty pogrzeb z udziałem licznego duchowieństwa i wiernych. Według relacji ówczesnego biskupa Rawenny, Maksyma, w czasie pogrzebu miał zostać uwolniony od szatana pewien opętany.
Cztery lata później ciało papieża przeniesiono do Rzymu i pochowano w przedsionku bazylice św. Piotra na Watykanie z napisem: Biskup Pana, Ofiara Chrystusa.
Wspomnienie liturgiczne świętego papieża obchodzone jest w Kościele katolickim 18 maja.
W ikonografii św. Jan I przedstawiany jest w stroju papieża. Jego atrybutem jest więzienie.
Przyjacielem papieża był słynny filozof Boecjusz.